# Tira & Molla
Tira & Molla è stato un programma televisivo italiano di genere game show, andato in onda dal 1º ottobre 1996 al 31 ottobre 1998, in onda su Canale 5, prima nella fascia preserale ed in seguito in quella del mezzogiorno, dal lunedì al sabato. La trasmissione è stata condotta nelle prime due edizioni da Paolo Bonolis, mentre in seguito, a partire dall'edizione estiva del 1998, gli è subentrato Giampiero Ingrassia, che ne ha condotto le ultime due stagioni. Il programma era registrato al teatro 2 di Cinecittà in Roma.

## Edizioni
| Edizione            | Periodo           | Periodo           | Conduttore          | Presenze fisse | Presenze fisse     | Presenze fisse   | Regia             | Studio                        |
| Edizione            | Inizio            | Fine              | Conduttore          | Presenze fisse | Presenze fisse     | Presenze fisse   | Regia             | Studio                        |
| ------------------- | ----------------- | ----------------- | ------------------- | -------------- | ------------------ | ---------------- | ----------------- | ----------------------------- |
| 1ª                  | 1º ottobre 1996   | 28 giugno 1997    | Paolo Bonolis       | Luca Laurenti  | Ela Weber          | Ela Weber        | Stefano Vicario   | Teatro 2 di Cinecittà in Roma |
| 2ª                  | 15 settembre 1997 | 27 giugno 1998    | Paolo Bonolis       | Luca Laurenti  | Ela Weber          | Ela Weber        | Lorenzo Lorenzini | Teatro 2 di Cinecittà in Roma |
| Tira & Molla Estate | 29 giugno 1998    | 19 settembre 1998 | Giampiero Ingrassia | Sei come Sei   | Luisa Corna        | Luisa Corna      | Lorenzo Lorenzini | Teatro 2 di Cinecittà in Roma |
| 3ª                  | 21 settembre 1998 | 31 ottobre 1998   | Giampiero Ingrassia | Sei come Sei   | Elisabetta Pellini | Claudio Lauretta | Stefano Vicario   | Teatro 2 di Cinecittà in Roma |

## Il programma

### Contesto
Dopo l'eliminazione da Canale 5 de La ruota della fortuna (passata a Rete 4 in seguito a un calo d'ascolti), era necessario ideare un nuovo programma per coprire la fascia precedente al telegiornale serale dell'ammiraglia Mediaset.
Dopo il recente ritorno di Paolo Bonolis a Mediaset, si pensò di affidargli la conduzione del nuovo game-show di Canale 5, ideato da Corrado (che si firmava con il suo storico pseudonimo, Corima), Marina Donato, Stefano Jurgens e Stefano Santucci con la collaborazione di Gian Carlo Antonini. Ad affiancare il conduttore furono chiamati Ela Weber (da Bonolis soprannominata Sellerona, dal termine "sellero", che in dialetto laziale indica il sedano, in quanto molto alta e svettante come, per l'appunto, un grande gambo di sedano), il maestro Luca Laurenti (già a fianco di Bonolis nel quiz pomeridiano Urka!, trasmesso da Italia 1 nel 1991) che curava la parte musicale supportato dal Coro, un gruppo di quattro coriste, durante l'esecuzione delle canzoni, e dal corpo di ballo delle Sellerette che eseguivano la sigla e gli stacchetti tra un gioco e l'altro, coreografate da Marco Garofalo. Le Sellerette cantarono tre canzoni: A testa in giù, Siamo note e All'ingiù (scritte da Stefano Jurgens, Danilo Aielli e Mario Puccioni). Nell'edizione estiva e nella terza edizione il Coro è stato sostituito dal gruppo vocale dei Sei come Sei (all'interno dei quali figurava Daniela Battizzocco, già corista durante la prima edizione), mentre il corpo di ballo cambiò nome, da Sellerette a Singilline.
La scenografia, realizzata da Stefania Conti, era ispirata al film Disney Toy Story - Il mondo dei giocattoli.

## Storia del programma

### Le prime due edizioni
La prima edizione andò in onda dal 1º ottobre 1996 al 28 giugno 1997, mentre la seconda dal 15 settembre 1997 al 27 giugno 1998.
Il programma partì un po' in sordina: nelle prime due settimane il quiz registrò appena 2.500.000 di spettatori, ma poco dopo, grazie anche all'atmosfera allegra e comica che si respirava durante tutta la puntata, all'apporto (più o meno volontario) degli autori, del conduttore e del resto del cast, iniziò a sfondare tra il pubblico, tanto che in poco tempo riuscì a raggiungere e superare gli ascolti del Luna Park di Rai 1, che a fine stagione chiuse definitivamente i battenti.
Anche nella stagione 1997-1998, Tira & Molla si confermò leader d'ascolti della fascia oraria preserale, battendo sempre il nuovo programma rivale in onda su Rai 1, il quiz Colorado, che infatti fu chiuso anticipatamente.
Il programma vinse due Telegatti come Miglior quiz per due anni consecutivi.
In alcune puntate della seconda edizione Ela Weber venne sostituita dalle modelle Elena Mazza, Flavia Mantovan, Daniela Azzone, Chiara Ricci ed Elena Menkova.

### Edizione estiva
Dopo le due suddette edizioni, Paolo Bonolis abbandonò il programma e fu sostituito da Giampiero Ingrassia (al debutto come presentatore), affiancato da Luisa Corna (che sostituì Ela Weber), dal gruppo musicale dei Sei come Sei (che presero il posto di Luca Laurenti), e dal corpo di ballo delle Singilline (che sostituirono le Sellerette).
Questa edizione estiva, trasmessa dal 29 giugno al 19 settembre 1998 sempre nella fascia preserale di Canale 5, non ebbe lo stesso successo delle due precedenti condotte da Bonolis (una media di 1.500.000 di spettatori, con uno share del 16%).

### La terza edizione
Nonostante lo scarso successo ottenuto dall'edizione estiva, Tira & Molla fu confermato con una nuova edizione che iniziò il 21 settembre 1998; il programma lasciò il preserale (prima a Superboll con Fiorello e poi a Passaparola con Gerry Scotti) e sbarcò nella tarda mattinata, alle ore 11:30, con il compito di risollevare gli ascolti del mezzogiorno di Canale 5. Il conduttore era ancora Giampiero Ingrassia, affiancato da Elisabetta Pellini (che prese il posto della Corna), dai Sei come Sei per la parte musicale, Claudio Lauretta per la parte comica e dalle Singilline.
Gli ascolti di questa nuova versione meridiana del quiz furono però fin da subito molto deludenti (una media di appena 800.000 spettatori); il programma chiuse così i battenti dopo nemmeno due mesi di programmazione: l'ultima puntata è stata trasmessa il 31 ottobre 1998.

## Il gioco
Ad ogni puntata partecipavano due coppie di persone, composte sempre da uomo e donna legati da un vincolo familiare (coniugi, fidanzati e conviventi), e lo scopo del gioco era ottenere più soldi possibili per diventare campioni e tornare il giorno seguente.
Erano quattro le prove in cui si articolava il gioco:
- 1. Sì o No iniziale: per ogni domanda posta dal conduttore le coppie rispondono solamente SÌ o NO tramite dei pulsanti (dalla seconda edizione sostituiti con il volante delle nuove postazioni a vetture posti di fronte a loro), e nel caso le due risposte della stessa coppia discordassero, bisogna accordarsi per una sola. In caso di ulteriore disaccordo, la risposta veniva considerata errata. Le domande erano cinque in tutto, ed avevano un valore di 200 000 lire ciascuna. Nella terza e ultima edizione fu sostituito dal Gioco delle associazioni: partendo da una canzone eseguita dai Sei come sei, il conduttore ne rileggeva passo per passo il testo, fermandosi a un certo punto su una parola. I concorrenti, che avevano a disposizione una lista di dieci parole, dovevano prenotarsi tramite pulsante e scegliere quale creasse un collegamento particolare ma giusto con la parola presente nella canzone. A ogni abbinamento indovinato (si giocava su cinque collegamenti) la coppia guadagnava 200.000 lire.
- 2. Tira & Molla fotografico: consiste nell'indovinare il personaggio famoso (la cui foto era rovesciata) celato dietro un puzzle composto da 10 caselle, per scoprire ogni casella (all'inizio ognuna avente il verso di alcuni animali come QUA QUA, MUUU, CIP CIP, CUCU, CRI CRI, MIAO, BEEE, BAU BAU, PIO PIO e COCCODE, in seguito sostituiti dai nomi delle onomatopee dei fumetti per bambini ovvero GASP, GULP, DRIIN, SOB SOB, DIN DON, TIN TIN, BANG, TIC TAC, BUM e CLAP) si doveva rispondere in modo esatto alle domande del conduttore ove oltre a scoprire la casella la coppia guadagnava 200 000 lire, mentre in caso di errore le caselle del puzzle si annerivano rendendo più difficile indovinare il personaggio che se scoperto faceva vincere 1 000 000 di lire alla coppia. Alla fine prima dello scadere del tempo per rendere più facile l'individuazione del personaggio veniva posta una domanda a duello ove la coppia vincitrice guadagnava 400 000 lire e la possibilità di scoprire due caselle a piacere e di cercare di dire chi sia il personaggio. La coppia ha due tentativi per indovinare l'identità del personaggio nel corso dell'intera fase di gioco.
- 3. Tira & Molla musicale: lo scopo di questo gioco è conquistare più note musicali possibili (con l'aggiunta del DO jolly che se uscito veniva acquisito automaticamente e faceva guadagnare alla coppia 500 000 lire) rispondendo in modo esatto alle domande del conduttore, tutte di tema musicale. Tante sono le risposte esatte tanti saranno i tentativi a disposizione della coppia in questione per provare ad individuare il motivo misterioso. Il Tira e molla musicale, nella prima edizione, inizia con il gioco del Mimo, nel quale i concorrenti dovevano tentare di indovinare tramite appunto l'esibizione di un mimo una parola, il cui inizio era sempre una nota musicale (ad esempio Minestra o Solitudine e la nota in questione sarebbe poi stata guadagnata dalla coppia che indovinava). Questa fase di gioco, nelle prime due settimane di trasmissione della prima edizione, ne costituiva il momento finale, per poi essere sostituito da Il motivo misterioso e, la coppia che per prima riusciva ad individuare la parola mimata, vinceva 2 000 000 di lire. Nella seconda edizione invece, il gioco inizia con la canzone confusa ove le coriste dicevano le parole del testo di una canzone in maniera casuale e la coppia doveva indovinare la canzone vincendo 500 000 lire e la possibilità di scegliere una nota a piacere. La scelta delle note avviene attraverso un dado che cade da un alto scivolo ove se la nota è già a disposizione della coppia fa passare il gioco automaticamente agli avversari. Nel caso in cui i concorrenti in studio non rispondessero in modo esatto, il gioco passava ai telespettatori da casa, che telefonando potevano vincere 500 000 lire. In queste occasioni Bonolis passava anche molti minuti a cercare di fare indovinare tramite vari aiutini i concorrenti da casa; anzi proprio in questi momenti si raggiungeva un climax del programma, soprattutto se il telespettatore in questione era particolarmente poco sveglio, provocando la disperazione del conduttore e l'ilarità del cast e del pubblico in studio. Questi siparietti tra il voluto e l'improvvisato delle spiegazioni del presentatore (spesso dotte e sibilline) che cercavano di aiutare uno zuccone ad indovinare sono poi divenuti uno degli ingredienti fissi dei programmi della coppia Bonolis-Laurenti, riproposti infatti, con poche modifiche e varianti, in diverse trasmissioni successive del duo.

Il Tira e molla musicale si concludeva (a partire dalla puntata del 28 ottobre 1996) con il gioco del motivo misterioso, che consisteva nell'individuare un brano musicale attraverso l'ascolto della sua base. Il valore di questo gioco variava a seconda dei tentativi che si articolavano nei seguenti:
- 4 000 000 di lire al primo tentativo senza nessuna parola del testo della canzone;
- 3 000 000 di lire al secondo tentativo con aggiunta di sillabe del testo della canzone;
- 2 500 000 lire al terzo tentativo con aggiunta di alcune parole intere del testo della canzone;
- 2 000 000 di lire al quarto e successivi tentativi con frasi intere del testo della canzone.
Inoltre, ogni coppia può tentare di indovinare il motivo misterioso tante volte quante sono le risposte esatte date da questa durante il Tira e molla musicale.
- 4. Sì o No finale:  in questo gioco le due coppie, rappresentate da un solo componente, si giocano soldi e premi ove la coppia perdente parte col montepremi base di 1 000 000 di lire, mentre la coppia campione con tutto il montepremi accumulato nelle manches precedenti. Il gioco consiste nel dire SÌ o NO ad alcune proposte fatte dal conduttore, senza però sentirle.

Il gioco iniziale e quello finale erano le uniche parti non originali del programma: erano infatti la copia esatta del gioco iniziale e finale di Sì o no?, un quiz condotto da Claudio Lippi, andato in onda su Canale 5 tra il 1993 ed il 1994, ideato dalla stessa squadra d'autori di Tira & Molla; ancora prima il gioco finale era stato usato come gioco per il pubblico in studio dell'edizione del 1993 de La Corrida (era infatti una prassi di Corrado inserire, nei suoi programmi, componenti già sperimentate in sue precedenti trasmissioni).

## La sigla
La sigla iniziale (il cui testo è di Corrado, Stefano Jurgens, Marina Donato e Stefano Santucci, e la musica di Danilo Aielli, Massimo Calabrese e Marco Rinalduzzi) s'intitolava Eo Eo: è stata cantata nella prima e seconda edizione da Bonolis e Laurenti con il balletto delle sellerette; veniva trasmessa registrata ad ogni puntata della prima edizione, mentre a partire dalla seconda essa veniva eseguita quotidianamente. Nel periodo natalizio della seconda edizione i due conduttori la cantavano anche con un coro di bambini travestiti da Babbo Natale. Nelle ultime due edizioni è stata eseguita dai Sei come Sei (insieme a Luisa Corna nell'edizione estiva, oltre alla breve edizione invernale). In questa sigla hanno suonato Fabio Pignatelli al basso e Derek Wilson alla batteria.
Nella strofa L'aquila e il leone sanno una canzone e alle sette della sera cantano così si sentiva una musica simile a quella usata per il sottofondo dei titoli del TG5, mentre nella strofa Il gioco è che per follia non sempre il re col tesoro va via non è detto che la coppia campione (il re) si portasse i premi migliori (il tesoro).
Esistono due versioni della sigla, una corta, usata appunto come sigla dello show e una estesa, dove oltre a diversi passaggi musicali, ci sono dei cambi nelle strofe.

## IlCoroe il Corpo di ballo
| Edizione            | Periodo                            | Coro                  | Coro                  | Coro                  | Coro                     | Coro                  | Coro                  | Coro                  | Coro                  | Coro                  | Coro                  | Coro                  | Coro                  |
| ------------------- | ---------------------------------- | --------------------- | --------------------- | --------------------- | ------------------------ | --------------------- | --------------------- | --------------------- | --------------------- | --------------------- | --------------------- | --------------------- | --------------------- |
| 1ª                  | 1º ottobre 1996 - 28 giugno 1997   | Daniela Battizzocco   | Daniela Battizzocco   | Daniela Battizzocco   | Anna Fattori             | Anna Fattori          | Anna Fattori          | Antonella Ippoliti    | Antonella Ippoliti    | Antonella Ippoliti    | Loredana Maiuri       | Loredana Maiuri       | Loredana Maiuri       |
| 2ª                  | 15 settembre 1997 - 27 giugno 1998 | Ada Touré             | Ada Touré             | Ada Touré             | Carolina Del Sur         | Carolina Del Sur      | Carolina Del Sur      | Karima Machehour      | Karima Machehour      | Karima Machehour      | Francesca Gollini     | Francesca Gollini     | Francesca Gollini     |
| Tira & Molla Estate | 29 giugno - 19 settembre 1998      | Sei come Sei          | Sei come Sei          | Sei come Sei          | Sei come Sei             | Sei come Sei          | Sei come Sei          | Sei come Sei          | Sei come Sei          | Sei come Sei          | Sei come Sei          | Sei come Sei          | Sei come Sei          |
| 3ª                  | 21 settembre - 31 ottobre 1998     | Sei come Sei          | Sei come Sei          | Sei come Sei          | Sei come Sei             | Sei come Sei          | Sei come Sei          | Sei come Sei          | Sei come Sei          | Sei come Sei          | Sei come Sei          | Sei come Sei          | Sei come Sei          |
| Edizione            | Periodo                            | Sellerette/Singilline | Sellerette/Singilline | Sellerette/Singilline | Sellerette/Singilline    | Sellerette/Singilline | Sellerette/Singilline | Sellerette/Singilline | Sellerette/Singilline | Sellerette/Singilline | Sellerette/Singilline | Sellerette/Singilline | Sellerette/Singilline |
| 1ª                  | 1º ottobre 1996 - 28 giugno 1997   | Valentina Olla        | Simona Samarelli      | Antonella Spalvieri   | Lucia D'Annucci          | Barbara Puccetti      | Elvira Debri          | Monica Lia            | Daniela De Bortoli    | Laura Marafioti       | Valeria Simioni       | Maria Teresa Mattei   | Maria Teresa Mattei   |
| 2ª                  | 15 settembre 1997 - 27 giugno 1998 | Valentina Olla        | Simona Samarelli      | Antonella Spalvieri   | Lucia D'Annucci          | Barbara Puccetti      | Elvira Debri          | Alessandra Giromotti  | Claudia Esposito      | Laura Marafioti       | Valeria Simioni       | Elisa Marcantonio     | Cosetta Turco         |
| Tira & Molla Estate | 29 giugno - 5 settembre 1998       | Valentina Olla        | Alessia Bonetto       | Giulia Volpi          | Francesca Romana di Maio | Chiara Savini         | Priscilla Luddi       | Milena Mancini        | Simona Di Tucci       | Marzia Foglietta      | Manuela Cesari        | Ylenia Alesini        | Silvia Nucci          |
| Tira & Molla Estate | dal 7 al 19 settembre 1998         | Eliana Ghione         | Francesca Giulini     | Antonella Spalvieri   | Lucia D'Annucci          | Chiara Savini         | Priscilla Luddi       | Alessandra Giromotti  | Claudia Esposito      | Paola Zaccari         | Paola Zaccari         | Michela Crescentini   | Michela Crescentini   |
| 3ª                  | 21 settembre - 31 ottobre 1998     | Eliana Ghione         | Francesca Giulini     | Antonella Spalvieri   | Lucia D'Annucci          | Chiara Savini         | Priscilla Luddi       | Alessandra Giromotti  | Claudia Esposito      | Paola Zaccari         | Paola Zaccari         | Michela Crescentini   | Michela Crescentini   |

- Durante le prime due edizioni del programma, Bonolis ritrovò nel cast alcune ragazze che lui stesso aveva lanciato qualche anno prima nel programma estivo del 1992 Bulli e Pupe, la cantante Francesca Gollini e le ballerine Maria Teresa Mattei ed Elvira Debri.
- Sempre durante le prime due edizioni del programma, le Sellerette Simona Samarelli e Valentina Olla ricoprirono, in un certo qual modo, il ruolo di prime ballerine, essendo spesso in primo piano durante le coreografie o a fianco dei conduttori all'inizio e alla fine delle puntate. Nel corso dell'ultima puntata della seconda edizione, andata in onda il 27 giugno 1998, tutte le Sellerette si esibirono in un balletto e le due succitate ricoprirono il ruolo di showgirl, cantando in playback alcuni pezzi musicali. Ripresero tale ruolo anche durante l'ultima puntata della prima edizione di Ciao Darwin e, solo per la Olla, sino alla quarta edizione del programma stesso.
- Nell'edizione estiva del programma, ad affiancare Valentina Olla subentrerà, al posto della Samarelli, Alessia Bonetto, già prima ballerina nel programma Il gatto e la volpe, condotto sempre da Bonolis nella primavera del 1997. Di fatto, il ruolo di prima ballerina verrà completamente a mancare nel corso della brevissima terza edizione.

## Momenti comici della trasmissione
- I giudici di gara, Jurgens e Santucci, venivano introdotti dalla musica del Muppet Show perché, appollaiati sulla loro tribuna, ricordavano i due vecchietti di quella trasmissione che commentavano gli sketch dei Muppets da una loggia del teatro dove si svolgeva. Mentre Santucci faceva la parte di quello "serio", Jurgens era solito interrompere il gioco per lanciare delle freddure.
- Di tanto in tanto Luca Laurenti interrompeva il ritmo lanciandosi in alcuni discorsi strampalati, senza capo né coda, di cui era ben difficile capire il senso (e che, ovviamente, Bonolis tentava di rendere ancora più incomprensibili); dopo qualche minuto, la regia lanciava il brano E va, e va di Alberto Sordi, il cui ritornello veniva intonato da tutto il pubblico.
- Una volta, appena terminata la sigla iniziale del programma, durante l'ingresso in studio di Bonolis, che la interpretava insieme a Laurenti, un uovo di cartone si staccò dalla scenografia, centrando in testa una ballerina, fortunatamente senza conseguenze se non quella dell'ilarità collettiva. Tale scena non venne tagliata.
- Ad un certo punto della seconda edizione la trasmissione ha avuto due animali: un pappagallo verde appollaiato sulla tribuna e una cagnolina di nome Quizzy, che si è trovata a gironzolare in studio ed è comparsa in quasi tutte le puntate.
- Di questo programma sono ancora famose le numerose telefonate dei concorrenti da casa che venivano recapitate in studio a Bonolis, per vincere 500 000 lire provando a rispondere alle domande del Tira & Molla musicale che non venivano indovinate dai concorrenti in studio.

## Merchandising
Il massivo successo del programma ha portato alla pubblicazione di un gioco in scatola, parzialmento basato sul programma, edito da Clementoni. Inoltre, le due compilation Tira & Molla Compilation e Tira & Molla e altre sigle TV, contenenti la sigla Eo Eo cantata da Paolo Bonolis e Luca Laurenti e vari stacchetti, sono state pubblicate in Compact disc e Musicassetta per le edizioni musicali RTI Music.

## Le telefonate da casa delTira e molla musicale
Avendo spesso assunto connotazioni comiche che arrivavano quasi al paradossale, le telefonate da casa del Tira e molla musicale per molti telespettatori erano il punto di forza del programma. Ancora oggi sorgono dei dubbi sull'autenticità di quelle telefonate (anche se in quegli anni gli scandali sui concorrenti "taroccati" non erano ancora esplosi), o sul fatto che venissero volutamente scelti concorrenti che, in un modo o nell'altro, fossero più portati a creare queste situazioni estreme. Infatti, nei primi tempi della trasmissione, le telefonate da casa erano molto più brevi e, nel caso di risposta sbagliata, Bonolis passava immediatamente a un'altra telefonata; col tempo, invece, i suoi tentativi di far indovinare a tutti i costi le risposte ai telespettatori divennero molto simili ai suoi sketch con Luca Laurenti e, molti anni dopo, quelli con i concorrenti di Fattore C, e pur durando diversi minuti si incastravano perfettamente nei tempi della trasmissione, poiché il gioco musicale era a punti e non a tempo.
Quando il conduttore riceveva una risposta sbagliata dai concorrenti in studio, spesso sbuffava, già consapevole della faticaccia che lo avrebbe atteso, in particolare quando doveva far indovinare una frase nel gioco sciopero delle vocali (ovvero bisognava indovinare il titolo di una canzone recitata con un'unica vocale, ad esempio: Gaccaa a Gaccaa per Goccia a goccia), non era raro che lanciasse la cartellina o si levasse la giacca prima ancora di iniziare la telefonata.
Celebre forse più di tutte resta la telefonata verificatasi durante la puntata del 1º aprile del 1998 ad opera di Antonio e Francesco Capone, due fratelli di Santa Maria Capua Vetere (CE), i quali dovevano indovinare il cognome del compositore Girolamo Fantini (chiamato erroneamente Giuliano). I due diedero vita ad una telefonata di circa 10 minuti in cui, oltre a fornire risposte e formulare ragionamenti paradossali, litigarono animatamente a più riprese ma grazie all'aiuto di Bonolis riuscirono comunque a vincere 500.000 Lire, sebbene fossero convinti di aver vinto un cavallo di cui si era parlato nel tentativo di farli indovinare. Anche questo episodio è ad oggi, oltre che un video ancora piuttosto guardato, oggetto di dibattito circa la genuinità dell'episodio bollato ormai generalmente, visto anche il giorno in cui si verificò, come un pesce d'aprile al conduttore ed ai telespettatori, però non è mai stato chiarito se fosse falsa o reale, perché in un'intervista rilasciata alla trasmissione 90 Special del 2018, Bonolis ha affermato invece che tale telefonata era autentica e non uno scherzo degli autori.
In interviste successive, Bonolis ha poi affermato che la telefonata reale sarebbe durata ben 45 minuti, e che lui stesso, pur non avendo alcuna certezza, ha avuto la sensazione che la telefonata fosse uno scherzo.

## Ascolti TV
| Puntata          | Telespettatori | Share  |
| ---------------- | -------------- | ------ |
| 1º ottobre 1996  | 2.762.000      | 17,86% |
| 3 novembre 1996  | 3.467.000      |        |
| 5 novembre 1996  | 4.410.000      | 22,80% |
| 14 novembre 1996 | 4.694.000      |        |
| 20 novembre 1996 | 4.600.000      |        |
| 21 novembre 1996 | 4.815.000      |        |
| 28 novembre 1996 | 5.182.000      |        |
| 29 novembre 1996 | 4.917.000      |        |
| 5 dicembre 1996  | 4.716.000      |        |
| 9 dicembre 1996  | 3.747.000      |        |
| 12 dicembre 1996 | 4.633.000      |        |
| 15 dicembre 1996 | 3.571.000      |        |
| 19 dicembre 1996 | 4.717.000      |        |
| 22 dicembre 1996 | 3.922.000      |        |
| 29 dicembre 1996 | 4.475.000      |        |
| 4 gennaio 1997   | 4.490.000      |        |
| 6 gennaio 1997   | 4.949.000      |        |
| 7 gennaio 1997   | 5.365.000      |        |
| 8 gennaio 1997   | 5.441.000      |        |
| 9 gennaio 1997   | 5.603.000      |        |
| 10 gennaio 1997  | 5.476.000      |        |
| 11 gennaio 1997  | 4.812.000      |        |
| 13 gennaio 1997  | 5.477.000      |        |
| 14 gennaio 1997  | 5.172.000      |        |
| 15 gennaio 1997  | 5.134.000      |        |
| 22 gennaio 1997  | 5.224.000      |        |
| 28 gennaio 1997  | 4.854.000      |        |
| 29 gennaio 1997  | 4.997.000      |        |
| 3 febbraio 1997  | 5.071.000      |        |
| 4 febbraio 1997  | 5.311.000      |        |
| 8 febbraio 1997  | 3.983.000      |        |
| 17 febbraio 1997 | 5.099.000      |        |
| 18 febbraio 1997 | 4.843.000      |        |
| 22 febbraio 1997 | 4.379.000      |        |
| 26 febbraio 1997 | 4.613.000      |        |
| 28 febbraio 1997 | 4.215.000      |        |
| 4 marzo 1997     | 4.540.000      |        |
| 6 ottobre 1997   | 3.680.000      | 23,23% |
| 9 ottobre 1997   | 3.378.000      | 22,20% |
| 27 ottobre 1997  | 4.621.000      | 24,24% |
| 20 novembre 1997 | 4.513.000      | 22,90% |
| 29 gennaio 1998  | 4.990.000      | 26,69% |